# Ptichodis carolina
Ptichodis carolina là một loài bướm đêm trong họ Erebidae.